# Universidad de Playa Ancha de Ciencias de la Educación
Die Universidad de Playa Ancha de Ciencias de la Educación ist eine Pädagogische Hochschule in Chile. Sie gehört zu den sogenannten Traditionellen Universitäten Chiles, die vor 1980 gegründet wurden und zu den Universidades del Consejo de Rectores. Die Universität hat über 10.000 Studenten.

Logo
Wahlspruch: Et Tamen Stellae

## Geschichte
Im Jahr 1948 wurde in Valparaíso das Instituto Pedagógico de la Universidad de Chile gegründet, mit der Absicht die Sprachstudien auszubauen. Es wurden Ausbildungen in Pädagogik für Spanisch, Französisch und Englisch angeboten, 1951 folgte eine Ausbildung für Philosophie und ein Jahr später wurde die erste chilenische Schule für Journalismus und die Escuela Normal für Frauen gegründet.
Folgende Ausbildungsangebote wurden eingerichtet:
- 1956 Pädagogik der deutschen Sprache
- 1962 Biologie, Philosophie, Geschichte und Geografie
- 1963 Grundschulpädagogik
- 1969 Bibliothekswissenschaften BID-Bereich
- 1971 Kunstpädagogik, Musikpädagogik und Vorschulpädagogik
- Sonderpädagogik

Der Universitätscampus befindet sich an der Calle Playa Ancha 850, Valparaíso und in San Felipe.